# Абгора
Абгора — терпкий сік незрілого винограду, який використовується в азербайджанської кухні замість оцту як компонент в процесі приготування ряду м'ясних страв з цілого м'яса (гора-мусабе, сабзі-кавурма, туршу-кавурма, плов та інші) для додання м'ясу ніжності і кислуватого присмаку. Вперше властивості абгори були докладно описані у творі лікаря Мухаммеда Юсіфа Ширвані під назвою «Тіббнаме» (XIV століття).

## Приготування
Для приготування абгори грона незрілого винограду необхідно очистити, вимити і розім'яти. Отриману масу пропускають через сито і марлю, а отриманий сік розливають в скляний посуд доверху, щоб майже не залишилося повітря, оскільки повітря, яке залишилося в пляшці, могло негативно вплинути на смакові якості напою.
Наповнивши соком скляний посуд, її щільно закорковували. Соус зберігається не дуже довго.

## Зовнішній вигляд і зберігання
Колір соку абгора має золотисто-жовтий колір. Пляшки з абгорою необхідно зберігати в темному місці.

## Інше
Крім застосування в готуванні, з абгори також готується напій до жирних страв і в Азербайджані — соку приписують лікувальні властивості корисні хворим діабетом.